# 莫尔特枫丹 (瓦兹省)
莫尔特枫丹（法語：Mortefontaine）是法国瓦兹省的一个市镇，位于该省南部偏东，属于桑利斯区。该市镇总面积15.29平方公里，2014年时的人口为817人。

## 人口
莫尔特枫丹人口变化图示